# Municipio de Thompson (Arkansas)
El municipio de Thompson (en inglés: Thompson Township) es un municipio ubicado en el condado de Pike en el estado estadounidense de Arkansas. En el año 2010 tenía una población de 2424 habitantes y una densidad poblacional de 11,85 personas por km².

## Geografía
El municipio de Thompson se encuentra ubicado en las coordenadas 34°4′8″N 93°40′27″O / 34.06889, -93.67417. Según la Oficina del Censo de los Estados Unidos, el municipio tiene una superficie total de 204.55 km², de la cual 199,24 km² corresponden a tierra firme y (2,6 %) 5,31 km² es agua.

## Demografía
Según el censo de 2010, había 2424 personas residiendo en el municipio de Thompson. La densidad de población era de 11,85 hab./km². De los 2424 habitantes, el municipio de Thompson estaba compuesto por el 91,91 % blancos, el 5,2 % eran afroamericanos, el 0,37 % eran amerindios, el 0,33 % eran asiáticos, el 0,58 % eran de otras razas y el 1,61 % eran de una mezcla de razas. Del total de la población el 1,65 % eran hispanos o latinos de cualquier raza.